# Niteroiense FC
Der Niteroiense Futebol Clube ist ein brasilianischer Fußballverein aus Niterói im Bundesstaat Rio de Janeiro. Der Verein wurde am 11. Mai 1913 ursprünglich als Nictheroyense Football Club gegründet. Nach der Einstellung des Profibetriebs im Jahr 1980 wurde der Verein 2024 durch die Übertragung der Registrierung vom Clube Atlético Carioca reaktiviert.

## Geschichte
Der Verein war 1915 Mitbegründer der Liga Sportiva Fluminense und gewann 1918 die Fluminense-Meisterschaft. 1943 wurde der Vereinsname entsprechend der neuen Schreibweise der Stadt Niterói in „Niteroiense Futebol Clube“ geändert. 1980 wurde der Profifußballbetrieb eingestellt.
Im Jahr 2024 kehrte der Verein in den Profifußball zurück, gewann die Série C des Campeonato Carioca sowie die Taça Waldir Amaral und stieg zweimal auf.
Im Jahr 2025 nahm der Verein erstmals an der Copa Rio teil, schied jedoch in der ersten Runde gegen den America FC aus.

## Stadion
Trainiert wird im Parque Poliesportivo da Concha Acústica im Stadtteil São Domingos. Die Heimspiele werden im Centro de Formação de Atletas do Trops (CEFAT) im Stadtteil Várzea das Moças mit rund 1000 Plätzen ausgetragen.

## Trikots
- Heimtrikot: Blaues Trikot mit weißen Streifen, blaue Hose, blaue Stutzen.
- Auswärtstrikot: Weißes Trikot mit blauen Details, weiße Hose, weiße Stutzen.

## Erfolge
- Campeonato Fluminense: 1918
- Campeonato Niteroiense: 1937
- Campeonato Carioca – Série C: 2024
- Taça Waldir Amaral: 2024